# Paolo Albani

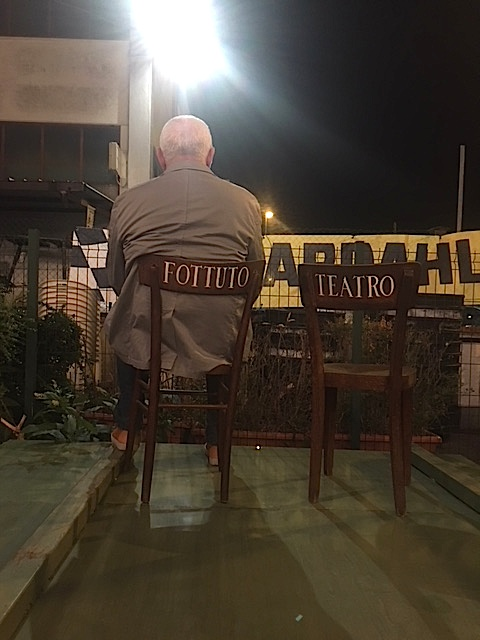
Albani a teatro

Paolo Albani (Marina di Massa, 3 dicembre 1946) è uno scrittore, poeta visivo e performer italiano.

## Biografia
Dirige Nuova Tèchne, rivista di bizzarrie letterarie e non, edita dal 2015 dalla Casa editrice Quodlibet in formato eBook, è membro dell'OpLePo (Opificio di Letteratura Potenziale) e Console Magnifico dell'Istituto Patafisico Vitellianense, emanazione autonoma del Collegio di Patafisica.
È autore di racconti (Il corteggiatore e altri racconti, Campanotto 2000; Il sosia laterale e altre recensioni, Edizioni Sylvestre Bonnard 2003; La governante di Jevons. Storie di precursori dimenticati, Campanotto 2007; Fenomeni curiosi, Quodlibet 2014; I sogni di un digiunatore e altre instabili visioni, Exòrma 2018) e curiosi repertori enciclopedici, tra i quali per Zanichelli Aga magéra difúra. Dizionario delle lingue immaginarie (1994), che riprende nel titolo un verso del celebre Dialogo dei massimi sistemi di Tommaso Landolfi, Forse Queneau. Enciclopedia delle Scienze Anomale (1999), in omaggio al patafisico Raymond Queneau, e Mirabiblia. Catalogo ragionato di libri introvabili (2003); e per Quodlibet il Dizionario degli istituti anomali nel mondo (2009), I mattoidi italiani (2012), fra i primi 12 libri dell'anno secondo una giuria di "la Repubblica", e Umorismo involontario (2012).
Presente in antologie di poesia sonora, ha esposto in collettive di libri d'artista e di poesia visiva e non, fra l'altro, a Palazzo della Ragione di Mantova, Biblioteca Classense di Ravenna, Santa Maria della Scala di Siena, Centro per l'arte contemporanea Luigi Pecci di Prato, Civica Galleria d'Arte Moderna di Gallarate, Casermetta del Forte Belvedere di Firenze, Palazzo Poli di Roma, Fondazione Magnani-Rocca di Mamiano di Traversetolo (Parma), Papiermuseum di Düren (Germania), Museo de Arte Moderno di Buenos Aires (Argentina), MACRO Museo d'Arte Contemporanea di Roma, Galéria mesta Bratislavy di Bratislava (Slovacchia), Fondazione Berardelli di Brescia.
Ha partecipato a numerose riviste e contenitori d'artista come BAU, rivista d'artista fondata da Vittore Baroni e Antonino Bove, Antologia Ad Hoc, Bricolage, BAOBAB, "Tam Tam".
È stato definito da Stefano Bartezzaghi "uno dei più tenaci frequentatori italiani dell'area dove la letteratura incontra il nonsenso e il gioco".
Nell'aprile 2014 ha ricevuto a Rimini il Gran Premio Patafisico, istituito per ricordare Freak Antoni, dallo Smiting, festival di Cultura non convenzionale e della Patafisica.
Nel 2019 ha partecipato alla 14ª edizione di Babel festival di letteratura e traduzione (Bellinzona, Cantone svizzero del Ticino), dedicata alle lingue immaginarie.
Nel 2023 gli è stato conferito il Premio alla Carriera alla 23ª edizione di Arte in Arti e Mestieri presso la Fondazione "F. Bertazzoni" di Suzzara (MN), precedentemente attribuito a Giovanni Fontana, Lamberto Pignotti e Luca Maria Patella.
Dal 2024 dirige la collana "Aritmie", collana di scritture anomale, per l'editore Metilene.
Collabora alla "Domenica de Il Sole 24 ore".

## Opere
- Aga magéra difúra. Dizionario delle lingue immaginarie (con Berlinghiero Buonarroti) (Zanichelli, Bologna, 1994 e 2011; Les Belles Lettres, Paris, 2000 e 2010).
- Geometriche visioni. L'alfabeto raffigurato (Biblioteca Oplepiana, plaquette N. 12, Edizioni OPLEPO, Napoli, 1996).
- Rose osé. Lettere rubate (Biblioteca Oplepiana, plaquette N. 13, Edizioni OPLEPO, Napoli, 1998).
- Forse Queneau. Enciclopedia delle Scienze Anomale (con Paolo della Bella e Berlinghiero Buonarroti) (Zanichelli, Bologna, 1999).
- Il corteggiatore e altri racconti (Campanotto Editore, Udine, 2000).
- Fantasmagorie. Parole in bianco (Biblioteca Oplepiana, plaquette N. 19, Edizioni OPLEPO, Napoli, 2000).
- Mirabiblia. Catalogo ragionato di libri introvabili (con Paolo della Bella) (Zanichelli, Bologna, 2003).
- Il sosia laterale e altre recensioni (Edizioni Sylvestre Bonnard, Milano, 2003).
- La governante di Jevons. Storie di precursori dimenticati (Campanotto, Udine, 2007).
- Dizionario degli istituti anomali nel mondo (Casa editrice Quodlibet, Compagnia Extra, Macerata, 2009).
- Manualetto pratico ad uso di coloro che vogliono imparare a scrivere il meno possibile (FUOCOfuochino, Viadana (Mn), 2010).
- Dal buco della letteratura (FUOCOfuochino, Viadana (Mn), 2012).
- I mattoidi italiani (Casa editrice Quodlibet, Compagnia Extra, Macerata, 2012).
- Spiritello cattivo (FUOCOfuochino, Viadana (Mn), 2013).
- Fenomeni curiosi (Casa editrice Quodlibet, Collana Note azzurre, eBook, Macerata, 2014).
- Umorismo involontario (Casa editrice Quodlibet, Compagnia Extra, Macerata, 2016).
- Le cose che non so (Babbomorto editore, Imola, 2017).
- Variazioni sul canone. La poesia come oggetto visivo, anche (I Quaderni dell'Oplepo N° 7, Edizioni Oplepo, Napoli, 2017).
- Il complesso di Peeperkorn. Scritti sul nulla (Collana "Piccola Biblioteca di Letteratura inutile" ideata e curata da Giovanni Nucci, Italo Svevo Editore, Roma, 2017).
- Bibliofilia curiosa. Libri immaginari, bizzarri, mai scritti & falsi (Collana marginalia, apice libri, Sesto Fiorentino - Firenze, 2018).
- I sogni di un digiunatore e altre instabili visioni (Collana quisiscrivemale, Exòrma, Roma, 2018).
- Foglietti di bordo (giugno-dicembre 20**) (Babbomorto Editore, Imola, 2020; nuova versione rivista e ampliata nelle Edizioni Oplepo, Napoli, 2021) .
- Instrucciones para comer un libro (y otros cuentos) (traducción, selección y prólogo Fernando López Menéndez, Silla vacía Editorial, Morelia, México, 2020).
- Visionari. Briciole critiche su Carlo Dossi (Collana "Biblioteca di Letteratura inutile", Italo Svevo, Trieste - Roma, 2022).
- Due scrittarelli su James Joyce (illustrazioni di Lino Di Lallo, Collana Quaderni di stretta brevità, il Formichiere, Foligno, 2022).
- Delfini patafisico (PataBabbo - Piccola collana di stravaganze e patafisiche, 7, Babbomorto Editore, Imola, 2022).
- Non sono un robot (collana Strisce, n. 29, Edizioni Piger, Roma, 2023).
- Dell'impassibilità, con Antonio Castronuovo (Babbomorto Editore, Imola, 2023).
- Scusate il gioco di parole, FUOCOfuochino, Viadana, 2024.
- La letteratura familiare in Italia, collana "Aritmie", Metilene, Pistoia 2024.
- SCETTICISMO. Racconto-bonsai, Bracciolungo Editore Libertario, Carrara 2025.

## Ultime mostre
- Poesia totale. 1897-1997: dal colpo di dadi alla poesia visuale, a cura di Enrico Mascelloni e Sarenco, Palazzo della Ragione, Mantova, 1998.
- 2001: l'immagine della parola, a cura di Valerio Dehò, Banca Popolare di Milano, Bologna, 2000.
- Poesia oggetto, a cura di Valerio Dehò, Musa (Museo dell'Assurdo), Castelvetro di Modena, 2005.
- Primo piano. Parole azioni suoni immagini, a cura di Marco Bazzini e Stefano Pezzato, Centro per l'arte contemporanea Luigi Pecci di Prato, 2006.
- Viaggio nella parola Journey into the Word, a cura di Fernando Andolcetti, Cosimo Cimino e Mario Commone, Fondazione Cassa di Risparmio della Spezia, La Spezia, 2007.
- Linguaggi (personale), Galleria d'arte contemporanea "Il Gabbiano", La Spezia, 2009.
- Ritirarsi in silenzio, ma anche no (personale), Lo Spazio di via dell'ospizio, Pistoia, 2009-2010.
- Ah, che rebus! Cinque secoli di enigmi fra arte e gioco in Italia, a cura di Antonella Sbrilli e Ada De Pirro, Palazzo Poli (Fontana di Trevi), Roma, 2010-2011.
- Viva o abbasso. Parole controverse, con Dario Longo, Palazzo comunale, Sale affrescate, Pistoia, 2011.
- Palabras, imágenes y otros textos (Parole, immagini e altri testi), a cura di Marco Bazzini, Laura Buccellato, Massimo Scaringela e Guadalupe Ramirez Oliberos, Museo de Arte Moderno de Buenos Aires (MAMBA), Buenos Aires, 2012.
- I giochi sono fatti, con Dario Longo, Studio Gennai Arte contemporanea, Pisa, 2012.
- Ritratti, con Dario Longo, Galleria Il Gabbiano Arte Contemporanea, La Spezia, 2013.
- Visual Poetry. L'avanguardia delle neoavanguardie. Mezzo secolo di Poesia visiva, Poesia Concreta, Scrittura Visuale, a cura di Giosuè Allegrini e Lara Vinca Masini, Castello Visconteo, Pavia, 15 febbraio-23 marzo 2014.
- Belle parole. Poesia visiva e altre storie tra arte e letteratura, a cura di Valerio Dehò, Galleria Carifano, Palazzo Corbelli, Fano, 30 aprile-28 giugno 2014.
- Parole tra musica e silenzio (personale), Galleria Marcantoni, Pedaso (Fermo), 10-31 gennaio 2015.
- Leo Ex Machina. Ingegni leonardeschi nell'arte contemporanea, a cura di BAU, Associazione culturale no profit, GAMC – Galleria d'Arte Moderna e Contemporanea Lorenzo Viani, Palazzo delle Muse, Viareggio, 28 giugno – 11 ottobre 2015.
- Vitamine. Tavolette energetiche, 466 tavolette d'artista dell'Archivio Carlo Palli, Museo Novecento, Firenze, 18 settembre 2015.
- Dall'oggi al domani. 24 ore nell'arte contemporanea, a cura di Antonella Sbrilli e Maria Grazia Tolomeo, MACRO Museo d'Arte Contemporanea, Roma, 30 aprile-2 ottobre 2016.
- VIVA ITALIA! Arte italiana del XX e XXI secolo, a cura di Laura Monaldi, Istituto italiano di Cultura di Bratislava (Slovacchia), 15 giugno-2 ottobre 2016.
- Ma questo è un libro?, a cura di Mara Sorrentino, Gabriele Pezzi e Dino Silvestroni, Corridoio Grande, Biblioteca Classense, Ravenna, 23 settembre-19 novembre 2017.
- Racconto impossibile. Omaggio a Tommaso Landolfi, a cura di Aldo Frangioni, Mauro Latini e Riccardo Luchi, Quadro 0,96 - Studio Tecnico Associato, lo spazio espositivo più piccolo del mondo, Fiesole (Firenze), 21 ottobre-21 novembre 2017.
- Variazioni sul canone. La poesia come oggetto visivo, anche, Galleria d'arte Museonuovaera in collaborazione con Alliance Française di Bari, Bari, 27 ottobre-8 novembre 2017.
- Libri in fase di allestimento, Studio OTIUM di Marco Carminati, Milano, 6-26 marzo 2018.
- Oggetti anomali. I libri d'artista della collezione Carminati, a cura di Luca Saltini e Marco Carminati, Biblioteca cantonale di Lugano, 25 settembre-3 novembre 2018.
- Nel segno di Leonardo. Opere dalla Collezione Carlo Palli, a cura di Laura Monaldi, Fondazione del Conservatorio di San Niccolò, Prato, 16 settembre-30 giugno 2019.
- Looking for Monna Lisa. Misteri e ironie attorno alla più celebre icona pop, a cura di Valerio Dehò, Spazio Arti Contemporanee del Broletto, Pavia, 24 novembre 2019-29 marzo 2020.
- Nuove rotte. Il viaggio nel libro d'artista, a cura di Marco Carminati e Luca Saltini, Biblioteca Comunale di Lugano, 26 ottobre-28 novembre 2020.
- "... al mattin del ver si sogna...", opere dalla Collezione Carlo Palli, a cura di Laura Monaldi, Fondazione Conservatorio di San Niccolò, Prato, 8 aprile-31 dicembre 2021.
- Dante Eterno 1321-2021. Arte in Arti e Mestieri XX+1, a cura di Mauro Carrera, Fondazione Scuola di Arti e Mestieri "F. Bertazzoni", Suzzara (Mn), 5 settembre-3 ottobre 2021.
- La poesia visiva come arte plurisensoriale. L'olfatto, da un progetto di Lamberto Pignotti, a cura di Alice Valenti, presentato da Melania Gazzotti, Fondazione Berardelli, Brescia, 6 novembre 2021-21 gennaio 2022.
- Presi per incantamento. Dante e gli artisti dell'Archivio Carlo Palli, a cura di Laura Monaldi, Sala delle Esposizioni dell'Accademia delle Arti del Disegno, Firenze, 6 febbraio-13 marzo 2022.
- Dedicato a Mirella Bentivoglio, a cura di Salvatore Luperto, Galleria Artpoetry, Lecce, 5-30 aprile 2023.
- ABSZURD KIRÁLYSÁG. A TRUANT ART PARODISZTIKUS VILÁGA (Un regno assurdo. Il mondo parodistico dell'arte fuori norma), a cura di Gréta Garami e Tania Sofia Lorandi, Galleria d'arte Műcsarnok di Budapest, 16 giugno - 17 settembre 2023.
- Carlo Palli Magazzino, a cura di Luca Gambacorti, Manuela Menici e Luca Sposato, Spazio espositivo e di progettazione Lato, Prato, 20 luglio-29 settembre 2023.
- Favoloso Fellini!. Arte in Arti e Mestieri XX+III, a cura di Mauro Carrera, Fondazione Scuola di Arti e Mestieri "F. Bertazzoni", Suzzara (Mn), 3 settembre-8 ottobre 2023.
- PataAsemica, a cura di Duccio Scheggi, Marco Garofalo e Giuseppe Calandriello, Stecca 3, Milano, 2023.[7]
- Marco Polo 700. Tra Oriente e Occidente. Arte in Arti e Mestieri XX+IV, a cura di Mauro Carrera, Fondazione Scuola di Arti e Mestieri "F. Bertazzoni", Suzzara (Mn), 8 settembre-12 ottobre 2024.
- Mirabilia da sfogliare. Libri d'artista dalla collezione di Maria Gioia Tavoni, a cura di Paolo Tinti, Biblioteca Poletti, Modena, 21 dicembre 2024-29 marzo 2025.
- Originali. “I manoscritti dei poeti d'oggi” e le poetiche verbo-visuali in Italia, a cura di Giovanna Lambroni e David Speranzi, Biblioteca Nazionale Centrale di Firenze, 8 maggio-9 luglio 2025.
- Miccini 100. Gli Dèi non amano il disordine, a cura di Paolo Credi, Rendel Schormann Simonti e Centro Di, Centro Di, Firenze, 26 giugno-24 luglio 2025.

## Recenti performance
- Assoli, con Ada De Pirro, nell'ambito dell'incontro intitolato Ricreazioni presso il Dipartimento di Storia dell'Arte e Spettacolo della Facoltà di Lettere e Filosofia dell'Università La Sapienza, Roma, 25 febbraio 2011.
- Torre di Babele, con Dario Longo, Palazzo Comunale, Sale affrescate, Pistoia, 20 marzo 2011; anche Centro per l'Arte Contemporanea Luigi Pecci di Prato, 30 marzo 2011.
- Telepatia poetica, Lu.C.C.A. - Lucca Center of Contemporary Art, Lucca, 21 aprile 2011.
- Musica patafisica, con Afro Somenzari, Studio via Mazzini Venti, nell'ambito del Festival «Mantovacreativa. Arte, architettura e design a confronto», Mantova, 12 giugno 2011.
- Omaggio a Raymond Queneau alla maniera di Toti Scialoja, Alliance Française di Bologna, 20 gennaio 2012.
- Poesia visiva e sonora, con Ada De Pirro, Rassegna «Ritratti di poesia. In viaggio con la poesia» promossa da Fondazione Roma, organizzata da Fondazione Roma Arte-Musei con InterventiEventi, a cura di Vincenzo Mascolo, Tempio di Adriano, Roma, 26 gennaio 2012.
- Dal buco della letteratura, lettura fatta durante l'Happening Giorgio Manganelli, Centro sociale Brancaleone, Roma, 21 aprile 2012.
- Poesia elettro-scintillante, GAMC - Galleria d'Arte Moderna e Contemporanea Lorenzo Viani, Palazzo delle Muse, Viareggio, 22 aprile 2012.
- Dialogo di uno scrittore con la sua pagina bianca, con Ada De Pirro, Studio Gennai Arte contemporanea, Pisa, 16 giugno 2012.
- Lista rumorista d'artista. Omaggio a Georges Perec, Institut français, Napoli, 16 novembre 2012.
- Esercizi di stile di lettura, incontro pubblico dell'Oplepo (Opificio di Letteratura Potenziale), Biblioteca delle Oblate, Firenze, 29 novembre 2013, e durante la consegna degli Smiting Awards, Teatro degli Atti, Rimini, 11 aprile 2014.
- Breve campionario di suoni bianchi, Al Blu di Prussia, nell'ambito del convegno "Attenti al Potenziale! Spaesamenti d'arte, letterari e urbani", Napoli, 24 ottobre 2014.
- Ingegneria fantastica, all'inaugurazione della mostra Leo Ex Machina. Ingegni leonardeschi nell'arte contemporanea, a cura di BAU, Associazione culturale no profit, GAMC – Galleria d'Arte Moderna e Contemporanea Lorenzo Viani, Palazzo delle Muse, Viareggio, 28 giugno 2015.
- Omaggio alla maniera di Toti Scialoja, inaugurazione della mostra "Vitamine. Tavolette energetiche", 466 tavolette d'artista dell'Archivio Carlo Palli, Museo Novecento, Firenze, 18 settembre 2015.
- La galleria dei destini incrociati, lettura di un mio omaggio al Castello dei destini incrociati di Italo Calvino, durante la festa per i 25 anni dell'Oplepo, Libreria la Feltrinelli di Napoli, 22 ottobre 2015.
- Macchine portatili a uso linguistico, Università degli Studi di Napoli "Suor Orsola Benincasa", Aula Villani, durante la festa dei 25 anni dell'Oplepo, Napoli, 23 ottobre 2015.
- Poesia che si dà delle arie, Teatro Metastasio, Prato, 13 dicembre 2015.
- Sensi doppi, all'interno della manifestazione "LUNE DEL LUNEDÌ Letture stravaganti per strumenti altrettanto" a cura di Ermanno Cavazzoni, Teatro San Leonardo, Bologna, 7 marzo 2016.
- Collage audio-visivo, per il finissage della mostra VIVA ITALIA!, Galéria mesta Bratislavy, Palazzo Palffy, Bratislava, 28 settembre 2016.
- Esercizi di stile di lettura, Sala Conferenze, Museo del Novecento di Milano, 18 ottobre 2016.
- Omaggio a Filippo Tommaso Marinetti, Centro per l'Arte Contemporanea Luigi Pecci, Prato, 16 febbraio 2017.
- Poesie monocromatiche e una Dichiarazione ad arte, con Elena Zucconi e Adrian Bravi, durante la festa "Patafisica. Non l'ho mai vista ma me la ricordavo diversa", Casale di San Martino dall'Argine (Mantova), 16 settembre 2018.
- Racconto in bianco (La ricreazione continua), performance eseguita durante la festa 'Patafisica Tripode, presso l'associazione culturale L'Appartamento, via dei Giraldi n. 11, a Firenze, sabato 2 marzo 2019.
- Affermazione ripetuta in un pomeriggio caldissimo d'estate sotto un albero pieno di cicale, performance sonora in omaggio a Adriano Spatola durante il convegno "Adriano Spatola: molarità nella letteratura del '900", Corte dei miracoli, Siena, 18 maggio 2022.
- Omaggio sonoro a Charles Baudelaire, Institut Français - Grenoble di Napoli, omaggio sonoro al poeta dei Fiori del Male, in occasione della presentazione della plaquette Ciarle per Charles, Biblioteca Oplepiana N° 50, Edizioni OPLEPO 2021, sabato 11 giugno 2022.
- Irready Sounds (new), performance alla Galleria Paola Raffo Arte Contemporanea di Pietrasanta (via Barsanti, n. 11) per la presentazione del n. 18 di BAU, contenitore di cultura contemporanea, sabato 3 settembre 2022.
- Omaggio a Raymond Queneau, performance in omaggio al grande Satrapo della 'Patafisica, durante il festival patafisico "Alingue e Apostrofi", Stecca 3, Milano, 9 settembre 2023.
- Smarrimento, performance con volantini posti in strada che informano dello smarrimento di Paolo Albani e invitano tutti coloro che dovessero avvistarlo a far finta di niente e a tirare diritto, tanto - si dice nei volantini - il soggetto in questione ORMAI È FOTTUTO!!!, sabato 21 giugno 2025.